# Joseph Teutsch
Joseph Teutsch (Brassó, 1702. október 28. – Szászhermány, 1770. március 13.) erdélyi szász evangélikus lelkész.

## Életútja
Apja Brassóban volt gyógyszerész, de anyagi nehézségei miatt családját hátrahagyva keletre vándorolt és 1724-ben Galați-on meghalt. Fia először textilkereskedelemmel foglalkozott, majd apja rábeszélésére 20 éves korában 1722 októberében beiratkozott a brassói gimnáziumba és csakhamar a polgármester segédje lett. 1729. június 20-án a hallei egyetemre ment, ahol az árvaházban tanítással tartotta fenn magát. 1731-ben a szegénység nevelői pályára késztette, és az alsó-luzáciai Karenben két évig tanította az ottani lelkész fiait. 1735 októberében visszatért hazájába és tanítóként dolgozott. 1754 márciusában Szászmagyarósra, majd 1755 márciusában Szászhermányba hívták meg lelkésznek.
Az 1739-ben Brassóban megjelent Kurtzer Auszug der nöthigsten Stücke in der Rechen-Kunst című munkája egyike a kevés korabeli erdélyi szász tankönyvnek, mivel ekkoriban a tankönyveket főleg Németországból importálták.